# Справедливая война
Справедливая война (лат. bellum iustum) — морально допустимая война, которая соответствует определенным критериям.
Те, кто придерживаются данных принципов, допускают войну лишь в определенных случаях, занимая промежуточное положение между милитаризмом и пацифизмом.

## История
Основы теории справедливой войны были заложены ещё у Аристотеля и Цицерона. Аристотель в «Политике» указывал, что война является справедливой, если она ведется ради защиты своего государства, а также для установления господства над неразвитыми государствами. Он считал справедливой войну против варварских государств лишь в том случае, если они проявили свою неспособность к самоуправлению. Цицерон считал, что оправдана только война, которая ведется с целью отражения и наказания агрессора.
Евсевий Кесарийский в 9 кн. Церковной истории называет «справедливой войной» действия Константина по обузданию тирана Максенция.
Августин Блаженный настаивал на долге каждого человека и государства, следуя заповеди любви, защищать невинных от злодея, в том числе, если понадобится, вооруженными средствами. Согласно Августину, необходимость войны вытекает из греховности человека; и, люди, стремясь с Божьей помощью к избавлению от войн, должны со всей справедливостью противодействовать агрессору.
Фома Аквинский указывал на право пропорционального использования вооруженной силы, как для защиты третьих лиц, так и для самозащиты (Summa theologiae, II—II, Q.64, A.7). В частности, он утверждал, что «справедливую войну» (bella iusta) может объявлять законный правитель ради общего блага только в том случае, если преследуется справедливое намерение, а объявление войны имеет справедливую причину. Чаще всего к справедливым войнам можно отнести оборонительные войны или войны, которые ведутся во имя возмездия.
Святой Раймунд из Пентифорта в своей «Сумме случаев» (Summa casibus) сформулировал пять условий для признания войны справедливой:
- целью войны должна быть защита «достояния»;
- лицо, объявляющее войну, должно мыслить о том, как «добыть мир»;
- объявляющее войну лицо должно быть светским, а не духовным;
- война объявляется именем Церкви или Принца (то есть монарха);
- война должна вестись бесстрастно, то есть, без ненависти и желания отомстить[4].

Плеханов указывал:

Чернышевский прямо ставит, между прочим, и вопрос о насилии. Он спрашивает: «пагубна или благотворна война?». «Вообще, — говорит он, — нельзя отвечать на это решительным образом; надобно знать, о какой войне идет дело, все зависит от обстоятельств, времени и места. Для диких народов вред войны менее чувствителен, польза ощутительнее; для образованных народов война приносит обыкновенно менее пользы и более вреда. Но, например, война 1812 года была спасительна для русского народа, марафонская битва была благодетельнейшим событием в истории человечества».
Краткий курс истории ВКП(б) указывал, что война бывает двух родов:
- война справедливая, незахватническая, освободительная, имеющая целью либо защиту народа от внешнего нападения и попыток его порабощения, либо освобождение народа от рабства капитализма, либо, наконец, освобождение колоний и зависимых стран от гнета империалистов;
- война несправедливая, захватническая, имеющая целью захват и порабощение чужих стран, чужих народов[6].

Д-р ист. наук Н. И. Басовская, исследовавшая восприятие войны и мира в западноевропейском средневековом обществе, выделяет постепенную эволюцию содержания термина «справедливая война» от начальной его трактовки как войны в защиту веры до применения к определению любого военного конфликта, получившего соответствующее юридическое и идеологическое обоснование (XII—XIII вв.), а затем — апелляции к мнению народа при обосновании категорий «справедливости» или «несправедливости» войны, получившей повсеместное распространение во второй половине XIV — начале XV вв.
В современной литературе принципы справедливой войны делятся на jus ad bellum («право» начала войны) и jus in bello («право» при ведении войны).

## Принципы ius ad bellum
- война должна начинаться по справедливым мотивам и ради морально оправданной цели (например, самообороны или помощи жертве агрессии в соответствии с заключенными договорами)
- война должна вестись в соответствии с установленной справедливой целью и выражать «добрые, или правильные намерения»;
- войну может начинать только легитимная власть;
- начинаемая война действительно должна являться последним (крайним) средством;
- военные операции должны начинаться при наличии разумных шансов на успех;
- предполагаемое бремя войны должно быть адекватным целям войны[3].

## Принципы ius in bello
- гражданское население должно обладать правом неприкосновенности и следует соблюдать принцип различия в отношении к комбатантам и некомбатантам (гражданскому населению, военнопленным, раненым);
- допустимо лишь пропорциональное использование насилия по отношению к противнику.

Иногда к правилам справедливой войны относят невовлечение гражданских лиц (на этом особенно настаивает Резолюция ООН № 2444 от 19 декабря 1968), отказ от свержения правительства или разорения враждебной страны.
На этих основаниях некоторые христианские богословы считают, что ядерная война не может быть справедливой.